# Tripping (Robbie Williams-dal)
A Tripping című dal Robbie Williams brit popénekes dala, amely 2005-ben jelent meg kislemezként Intensive Care című nagylemezéről.
A kislemez másik dala a Make Me Pure, amely szintén szerepel az Intensive Care című nagylemezen, a rádiók játszási listájára is felkerült az egész világon.
Williams "egyfajta mini gengszter-operának" nevezte a Tripping-et, "kabaré-reggae"-nek. A dal ritmusa a The Clash együttes első számaira emlékeztet. Amíg a kórus énekel, Williams nagyon magas diszkós falzettet énekel. Szövegét tekintve a Tripping kicsit sötétebb mondanivalójú, mint az előző számai. Egy gengszter sztoriját meséli el: "Nem ölték meg a saját anyjukat, hiszen mindannyian szerették őket", "annyit veszek el, amennyit csak tudok". A dal első sorai ("First they ignore you, then laugh at you and hate you. Then they fight you, then you win.") egy Mahátma Gandhi-idézet sorai: "Először megtűrnek téged, később nevetnek rajtad, később harcolnak ellened, majd győzöl."
A dal a Nagy-Britanniában a 26. legkelendőbb kislemez lett 2005-ben.

## Videóklip
A dal videóklipjét Johan Renck rendezte, 2005. szeptember 12-én jelent meg Amerikában a Virgin kiadásában. A klipet több kategóriában díjra jelölték: az MTV Australia Video Music Awards 2006-on A Legjobb Pop Video kategóriában, a CADS06 – Music Vision Awards-on is A Legjobb Pop Video kategóriában, a Festival International des Arts du Clip-en és a 15th Annual MVPA Awards-on Nemzetközi kategóriában.
A videóklipben az énekes egy helyben futkos, egy leginkább álomszerű világban. A klipben kisbaba énekli a dalt, egy óriással utazik egy liftben, valamint autójában egy leszbikus pár csókolózik a hátsó ülésen.

## Siker
A kislemez nagy sikert ért el az egész világon, Európa legtöbb országában bekerült a Top 10-be, az Egyesült Királyságban a 2. helyezést érte el, hat hétig maradt a Top 10-ben és tizenöt hétig a Top 75-ben. A Tripping az 1. helyezést érte el Argentínában, Németországban, Portugáliában, Olaszországban és Taiwanon. Svájcban megkapta az aranylemez minősítést. Mexikóban a 9. lett és az év legtöbbet játszott dalainak a listáján a 11. helyezést érte el.
Ausztráliában a 7. helyre tudott felkerülni, több, mint 35000 kópiát adtak el belőle, ezzel az ARIA aranylemezzé minősítette.

## Formátumok és számlista
UK 2-számos kislemez

(Megjelent: 2005. október 3.)
1. "Tripping" – 4:36
2. "Make Me Pure" [Edit] – 3:49

UK CD Maxi

(Megjelent: 2005. október 3.)
1. "Tripping" – 4:36
2. "Make Me Pure" [Edit] – 3:49
3. "Meet The Stars" – 4:29
4. "Tripping" Behind Scenes of the Video & Photo Gallery

UK DVD

(Megjelent: 2005. október 3.)
1. "Tripping" Music Video
2. "Make Me Pure" Music Video
3. "Tripping" Behind Scenes of the Video & Photo Gallery
4. "Bag Full Of Silly" Audio

## Minősítések és eladási statisztika
| Ország     | Minősítés (ha van) | Eladások |
| ---------- | ------------------ | -------- |
| Ausztrália | aranylemez         | 35,000+  |
| Svájc      | aranylemez         | 10,000+  |

## Helyezések
| Slágerlista (2005)                          | Legmagasabb helyezés |
| ------------------------------------------- | -------------------- |
| Argentína kislemez listája                  | 1                    |
| Németország kislemez listája                | 1                    |
| Portugália kislemez listája                 | 1                    |
| Olaszország kislemez listája                | 1                    |
| Tajvan kislemez listája                     | 1                    |
| Európa kislemez listája                     | 2                    |
| Ausztria kislemez listája                   | 2                    |
| Hollandia kislemez listája                  | 2                    |
| Norvégia kislemez listája                   | 2                    |
| Svédország kislemez listája                 | 2                    |
| Svájc kislemez listája                      | 2                    |
| Egyesült Királyság kislemez listája         | 2                    |
| Magyarország Rádiós Top 40 játszási listája | 3                    |
| Dánia kislemez listája                      | 3                    |
| Írország kislemez listája                   | 4                    |
| Lettország kislemez listája                 | 4                    |
| Finnország kislemez listája                 | 4                    |
| Ausztrália kislemez listája                 | 7                    |
| Franciaország kislemez listája              | 9                    |
| Mexikó kislemez listája                     | 9                    |
| Ukrajna kislemez listája                    | 9                    |
| Görögország kislemez listája                | 12                   |
| Románia kislemez listája                    | 16                   |
| Új-Zéland kislemez listája                  | 20                   |